# Katedra Świętych Apostołów Piotra i Pawła w Legnicy
Katedra Świętych Apostołów Piotra i Pawła w Legnicy – znajduje się przy pl. Katedralnym.

## Historia
Po raz pierwszy wzmiankowana w 1208 w dokumencie księcia Henryka Brodatego, jednak jako murowana świątynia powstała około 1225 roku. Kościół ten spłonął prawdopodobnie podczas oblężenia miasta w 1241 przez Tatarów podczas I najazdu mongolskiego na Polskę. Po lokacji miasta na prawie magdeburskim w 1264 roku, kościół św. Pawła zyskał na znaczeniu, ponieważ wokół niego zaczęło koncentrować życie handlowe.

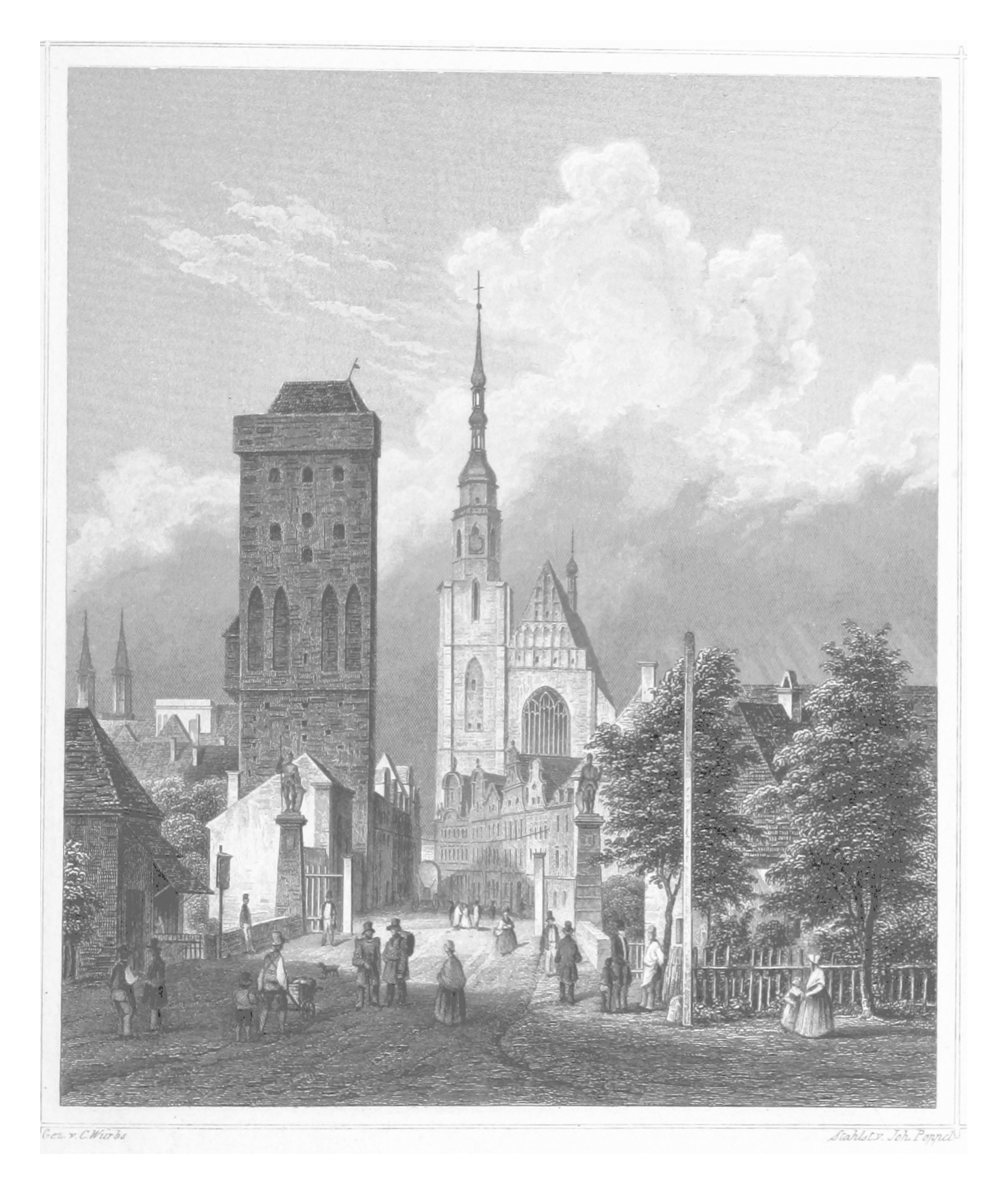
Rycina z 1852 roku przedstawiająca jednowieżową fasadę kościoła św. Piotra i Pawła

Obecny budynek wzniesiony został w latach 1333–1380. Na początku fazy gotyckiej wśród budowniczych wymieniany jest murator Wiland, zapewne syn wrocławskiego muratora o tym samym imieniu, działającego w XIII w. W latach 1370–1378 budowę prowadził mistrz Conrad z Krakowa i wtedy powstały portale głównego wejścia po stronie zachodniej i północnej. W 1378 zakończono budowę wieży północnej. Prace wykończeniowe wnętrza prowadzono w latach 1378-1390 i prowadził je majster Klaus Parlirer, a mistrz Vielkunst wykonał gotyckie obramowania okien. Portal zachodni z lat 1338–1341 zdobił gotycki posąg kamienny NMP z Dzieciątkiem Jezus. Portal północny przedstawia pokłon Trzech Króli – rzadko spotykany w sztuce gotyku. Obecnie najstarszą częścią kościoła jest okrągłe okno między wieżami kościoła – tzw. rozeta.
W XV wieku kościół rozbudowano i dobudowano 9 kaplic bocznych. Szczególnie wyróżnia się z tego okresu rozbudowy kaplica rodziny von der Heyde z 1420 r., która wyróżnia się gwiaździstymi sklepieniami. W 1524 roku kościół został przekazany Luteranom. W 1648 świątynia została podpalona i w wyniku tego pożar zniszczył wieżę, zegar, większość wyposażenia i nadwerężył korpus nawy głównej. Wieża została odbudowana do 1651, a rok później uruchomiono nowy zegar. W 1743 roku rozpoczęto remont, podczas którego wprowadzono do wnętrza elementy barokowe, w tym nowy ołtarz główny.
W latach 1892–1894 dokonano przebudowy kościoła w stylu neogotyckim, wg projektu Johannesa Otzena z Berlina. Dobudowano wieżę południową, część murów zewnętrznych, a część detali architektonicznych przekuto.
Od 1947 roku świątynia ponownie została objęta przez rzymskich katolików, a proboszczem został ksiądz Tadeusz Łączyński.
25 marca 1992 papież Jan Paweł II bullą Totus Tuus Poloniae Populus ustanowił kościół katedrą. W dniu 2 czerwca 1997 w katedrze przebywał papież Jan Paweł II.

## Wnętrze
Od prawej od wejścia zachodniego:
- rzeźba Apostołów śś. Piotra i Pawła z XIII wieku,
- nagrobek Johana Sighofersa i jego żony z 1649 roku,
- płyta nagrobna księcia brzeskiego i legnickiego Ludwika II i jego żony Elżbiety Brandenburskiej (lub Wacława I legnickiego i Anny cieszyńskiej)[5].
- Gotyckie sklepienie kaplicy,
- nagrobek gotycki kanonika wrocławskiego i legnickiego Sigismuda Atcze (zm. 1482),
- Grupa rzeźb apostołów z 1 połowy XIV wieku,
- Ikona Matki Boskiej z Nadwórnej z XVII wieku przywieziona w 1947 roku przez Polaków ze Wschodu,
- renesansowa ambona z lat 1586–1588 z białego piaskowca. Fundatorem był płatnerz Aleksander Eckstein, a wykonawcą rzeźbiarz legnicki Kasper Berger,
- barokowy ołtarz główny z lat 1747-1764 z obrazem Chrystusa Zmartwychwstałego, który namalował wrocławski malarz Jan Henryk Kynast[2],
- Epitafium podwójne Bartholomeusa Gerstmanna i Davida Gerstmanna z początku XVII wieku,
- stalle renesansowe rajców miejskich z 1568 roku. W górnej części baldachimu wspartego na kolumnach, znajduje się herb miasta oraz święci Ap. Piotr i Paweł,
- brązowa chrzcielnica w kształcie kielicha mszalnego sprzed 1300 roku z 12 scenami biblijnymi,
- pentaptyk z XVI w. ze scenami przedstawiającymi św. Annę Samotrzeć, św. Jadwigę oraz sceny Męki Pańskiej – najcenniejszy, zarazem jedyny, zabytek malarstwa gotyckiego, znajdujący się w kaplicy od strony północnej kościoła.
- rzeźba kamienna Ecce Homo z początku XVI wieku, która przedstawia Jezusa i Piłata,
- prospekt organowy z 1723 roku,
- 10 kwietnia 2011 w przedsionku głównego wejścia do świątyni odsłonięto tablicę pamiątkową poświęconą ofiarom katastrofy polskiego Tu-154 w Smoleńsku. Na tablicy oprócz listy ofiar znajduje się zdanie: „Pan prezydent za życia i po śmierci był przez jednych ludzi poniżany i wyszydzany, ale dla wielu rodaków był nadzieją na odbudowę niepodległej i sprawiedliwej Polski”[6].

### Pochowani
- W 1645 w katedrze pochowany został kapitan-porucznik cesarskiego majestatu  Joachim Friedrich z prudnickiego rodu Bilicerów[7].
- proboszcz kościoła św. Piotra i Pawła oraz kanonik wrocławski i legnicki Zygmunt Atcze (zm. 1482).
- 5 listopada 2014 r. w krypcie katedry został pochowany ks. dr hab. infułat Władysław Bochnak (1934–2014) wieloletni proboszcz parafii katedralnej[8],

- 11 marca 2017 r. w podziemiach katedry spoczął pierwszy biskup legnicki Tadeusz Rybak[9][10].

## Organy
Organy zostały wybudowane przez firmę Schlag & Söhne ze Świdnicy w 1894 roku. Prospekt pochodzi z XVIII, jest dziełem Ignatiusa Mentzla. Instrument został nieznacznie przebudowany przez Gustava Heinze w 1928 roku, a w 1991 roku gruntownie wyremontowany przez firmę braci Broszko z Bolesławca.
Dyspozycja instrumentu:
| Manuał I         | Manuał II                | Manuał III            | Pedał                 |
| ---------------- | ------------------------ | --------------------- | --------------------- |
| 1. Prinzipal 16' | 1. Gedeckt 16'           | 1. Bourdun 16'        | 1. Untersatz 32'      |
| 2. Bourdun 16'   | 2. Prinzipal 8'          | 2. Prinzipal 8'       | 2. Prinzipal-Bass 16' |
| 3. Prinzipal 8'  | 3. Fl. amabile 8'        | 3. Violoncello 8'     | 3. Violon 16'         |
| 4. Gedeckt 8'    | 4. Aeoline 8'            | 4. Konzert-flöte 8'   | 4. Gambe 16'          |
| 5. Quintatön 8'  | 5. Vox coelestis 8'      | 5. Rohrflöte 8'       | 5. Subbas 16'         |
| 6. Octave 4'     | 6. Gemshorn 8'           | 6. Octave 4'          | 6. Salicet-Bass 16'   |
| 7. Hohlflöte 4'  | 7. Octave 4'             | 7. Travers-flöte 4'   | 7. Octavbass 8'       |
| 8. Gambe 4'      | 8. Spitzflöte 4'         | 8. Violine 4'         | 8. Violoncello 8'     |
| 9. Qiunte 2 2/3' | 9. Octave 2'             | 9. Quinte 2 2/3'      | 9. Bassflöte 8'       |
| 10. Kornett 2-3x | 10. Laringot 1 1/3' + 1' | 10. Piccolo 2'        | 10. Octave 4'         |
| 11. Octave 2'    | 11. Krumhorn 8'          | 11. Sifflöte 1'       | 11. Quinte 5 1/3'     |
| 12. Mixtur 5x    |                          | 12. Kornett 3-5x      | 12. Posaune 16'       |
| 13. Trompete 8'  |                          | 13. Sharf 4-5x        | 13. Trompete 8'       |
|                  |                          | 14. Cymbel 3x         |                       |
|                  |                          | 15. Oboe 8'           |                       |
|                  |                          | 16. Tuba Mirabilis 8' |                       |

## Dzwony

### Kuranty
Pierwsze kuranty w katedrze zostały zamontowane w wieży południowej kościoła w 1893 r. Ufundował je stolarz Konrad, który w swoim testamencie przeznaczył na ten cel odpowiednią sumę pieniędzy. 19 dzwonów o łącznej wadze 3 500 kg zostało odlanych w ludwisarni Franza Schillinga, w Apoldzie. Kurant był podłączony do zegara i co godzinę od 6.00 do 22.00 wygrywał melodie religijne związane z określoną porą dnia. W 1944 r. kuranty nakazem władz hitlerowskich zarekwirowano na cele wojenne. Po wielu latach pochodzący spod Wałbrzycha prezes Fundacji "Erika - Simon - Stiftung", Gerhard Simon po przesiedleniu z Niemiec odwiedził Legnicę w celu posłuchania kurantu, który słuchał jeszcze jako mały chłopiec. Dzięki swojej inicjatywie oraz postawie ówczesnego proboszcza Simon ufundował nowy kurant, składający się 18 dzwonów odlanych w Holandii.

### Dzwony
Na wieży znajdują się obecnie trzy dzwony. Dwa największe pochodzą z kościoła św. Marii Magdaleny w Zatoniu koło Bogatyni, która to wieś zniknęła z powierzchni ziemi w ramach poszerzania się terenów kopalni Turów. Trzeci dzwon ostał się z wojennych konfiskat. Instrumenty zamiast imion mają inskrypcje. Dwa mniejsze poświęcone są poległym podczas I wojny światowej. W 2018 roku po kilku latach milczenia dzwony przeszły remont, który wykonała firma Rduch Bells & Clocks. Instrumenty otrzymały nowe zawieszenia i serca oraz nowy mechanizm wprawiania ich w ruch.
|              | Waga (kg) | Ton  | Rok odlania | Odlewnia                                        |
| ------------ | --------- | ---- | ----------- | ----------------------------------------------- |
| Mały dzwon   | 120 kg    | gis" | brak danych | Albert Geittner, Wrocław                        |
| Średni dzwon | 460 kg    | h'   | 1920        | Schilling & Lattermann, Morgenröthe-Rautenkranz |
| Duży dzwon   | 1200 kg   | f'   | 1922        | Albert Geittner, Wrocław                        |

## Galeria

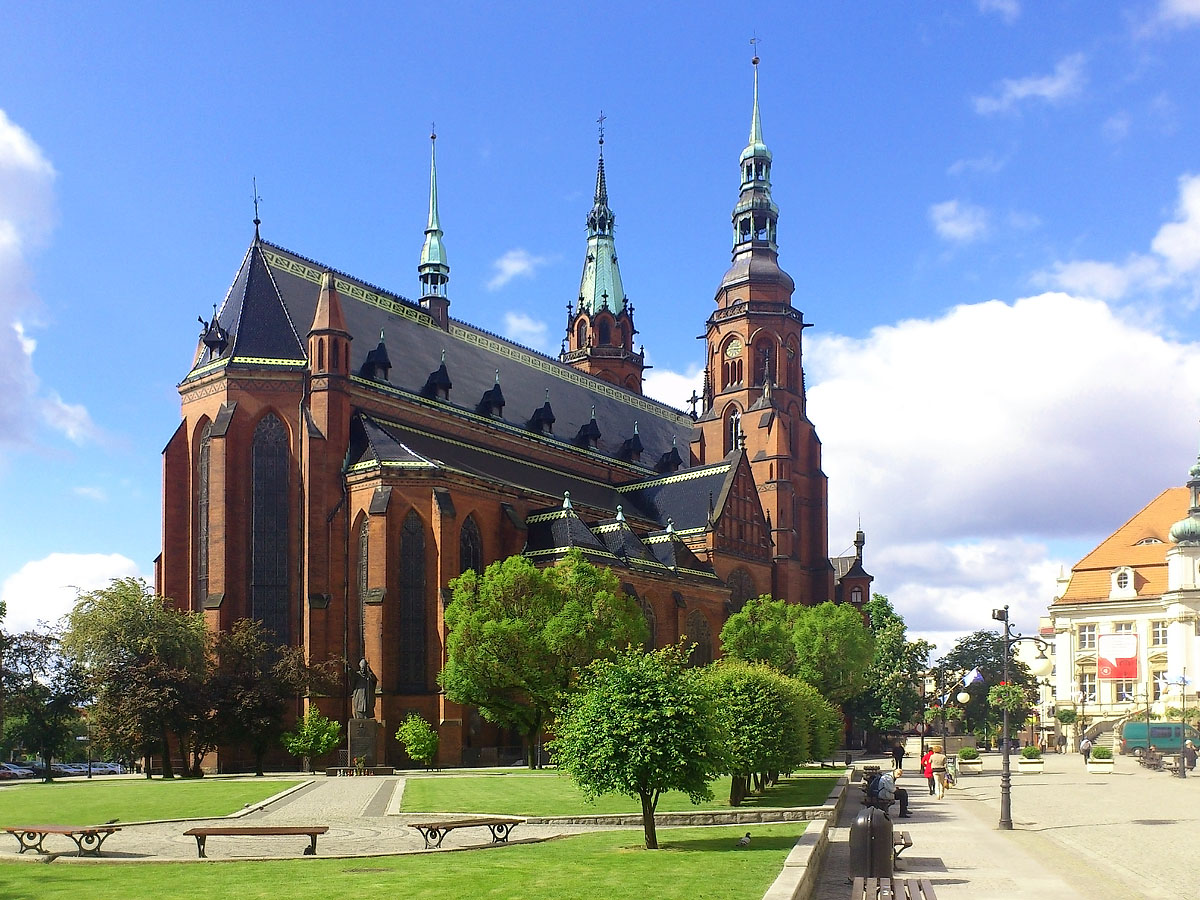
Widok z Placu Powstańców Wlkp
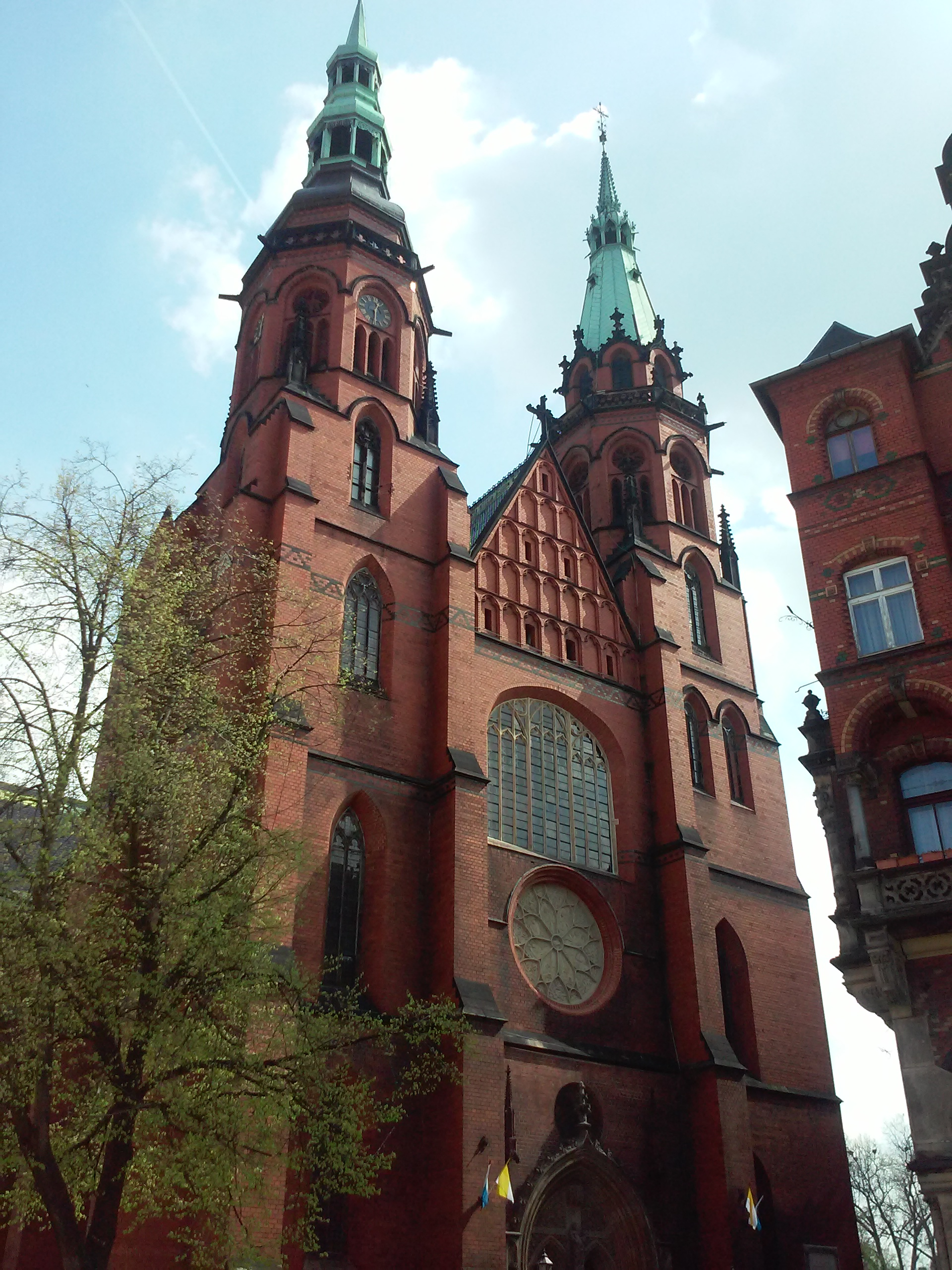
Po lewej wieża gotycka, po prawej wieża dobudowana w XIX w.
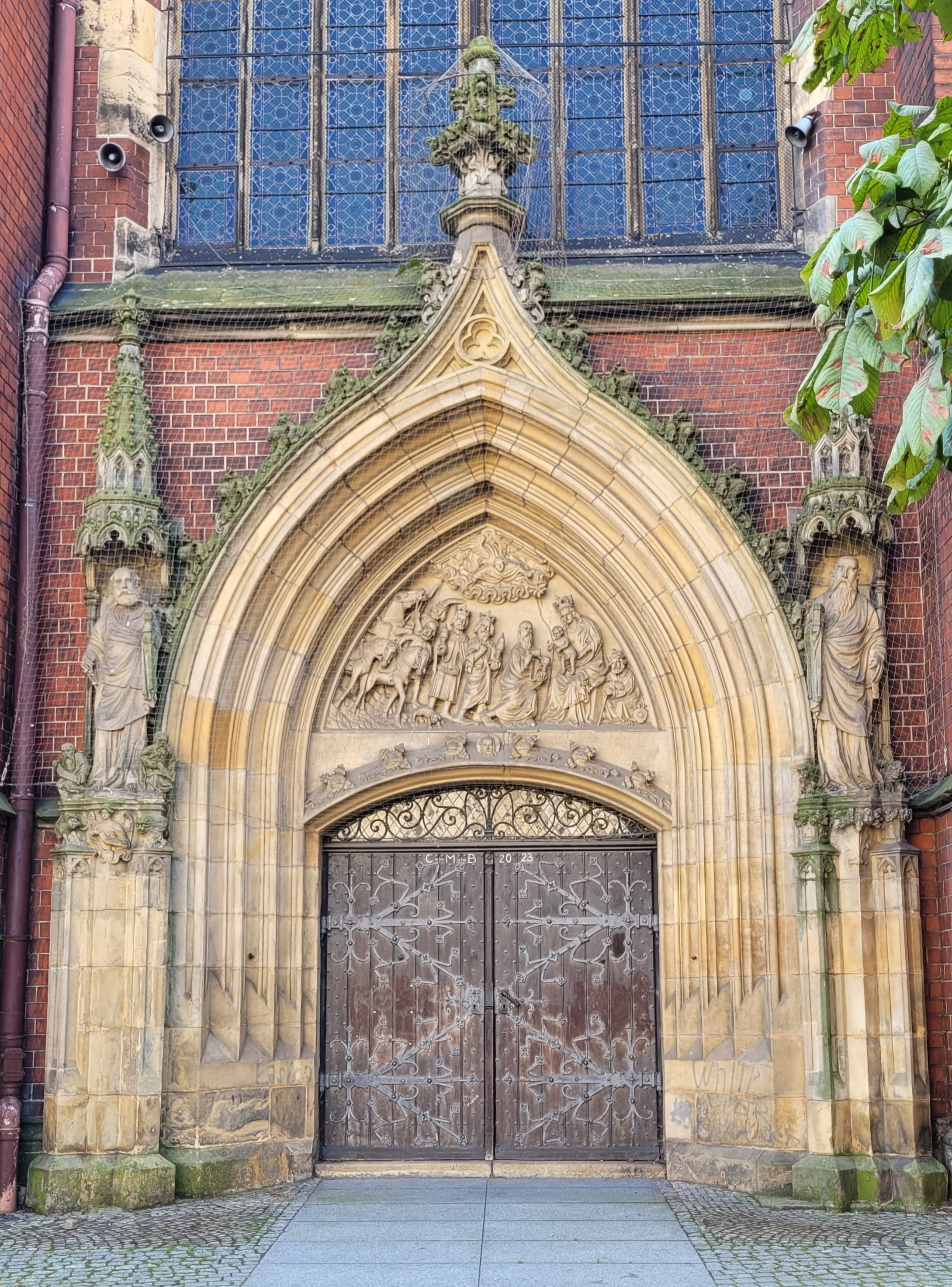
Portal z wejściem bocznym (północny) z tympanonem Pokłon trzech królów z około 1400 roku
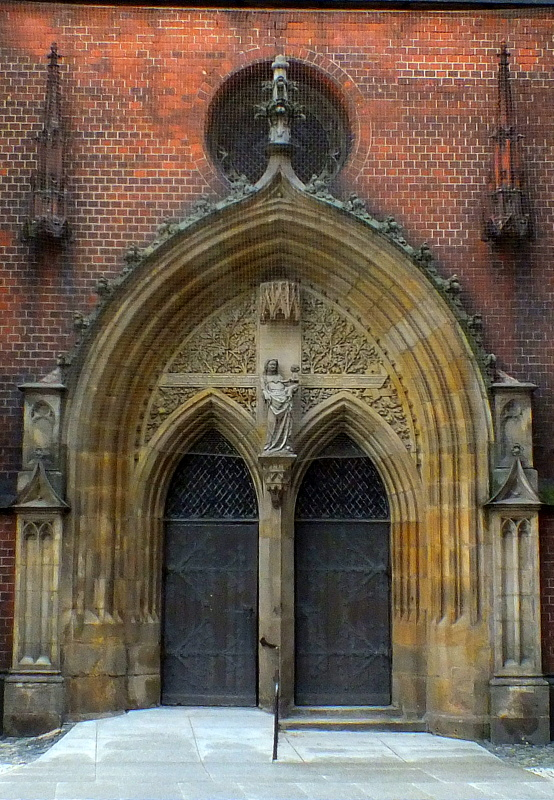
Portal od frontu (zachodni) z figurą NMP z około 1341 roku
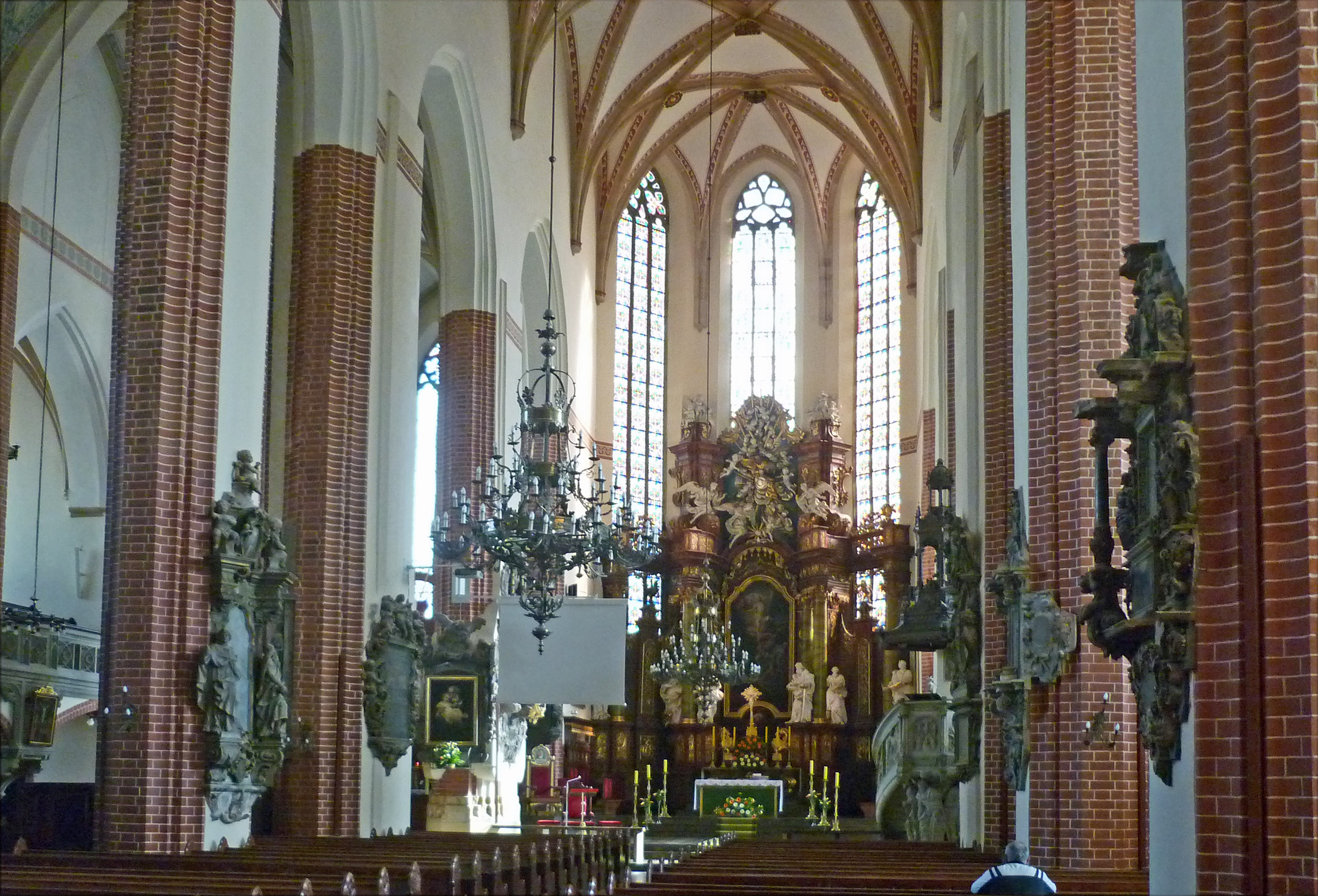
Barokowy ołtarz
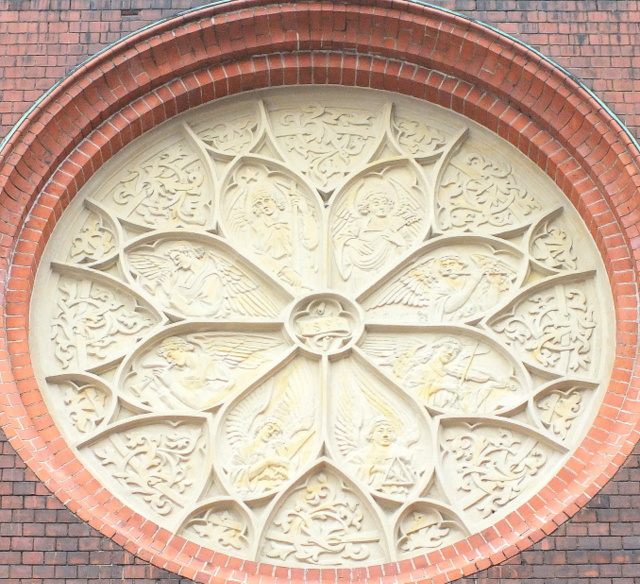
Rozeta nad portalem zachodnim
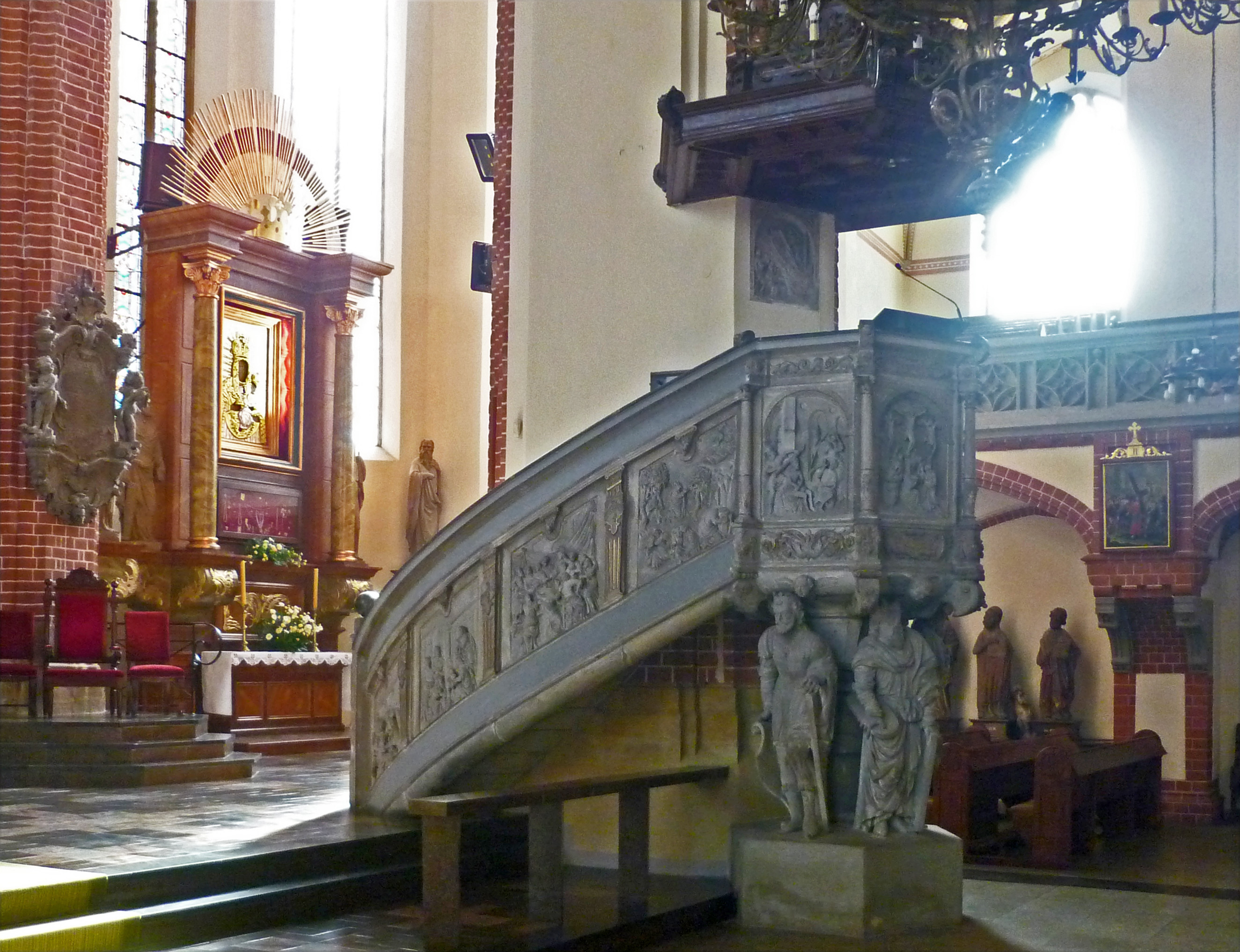
Renesansowa ambona z lat 1586–1588
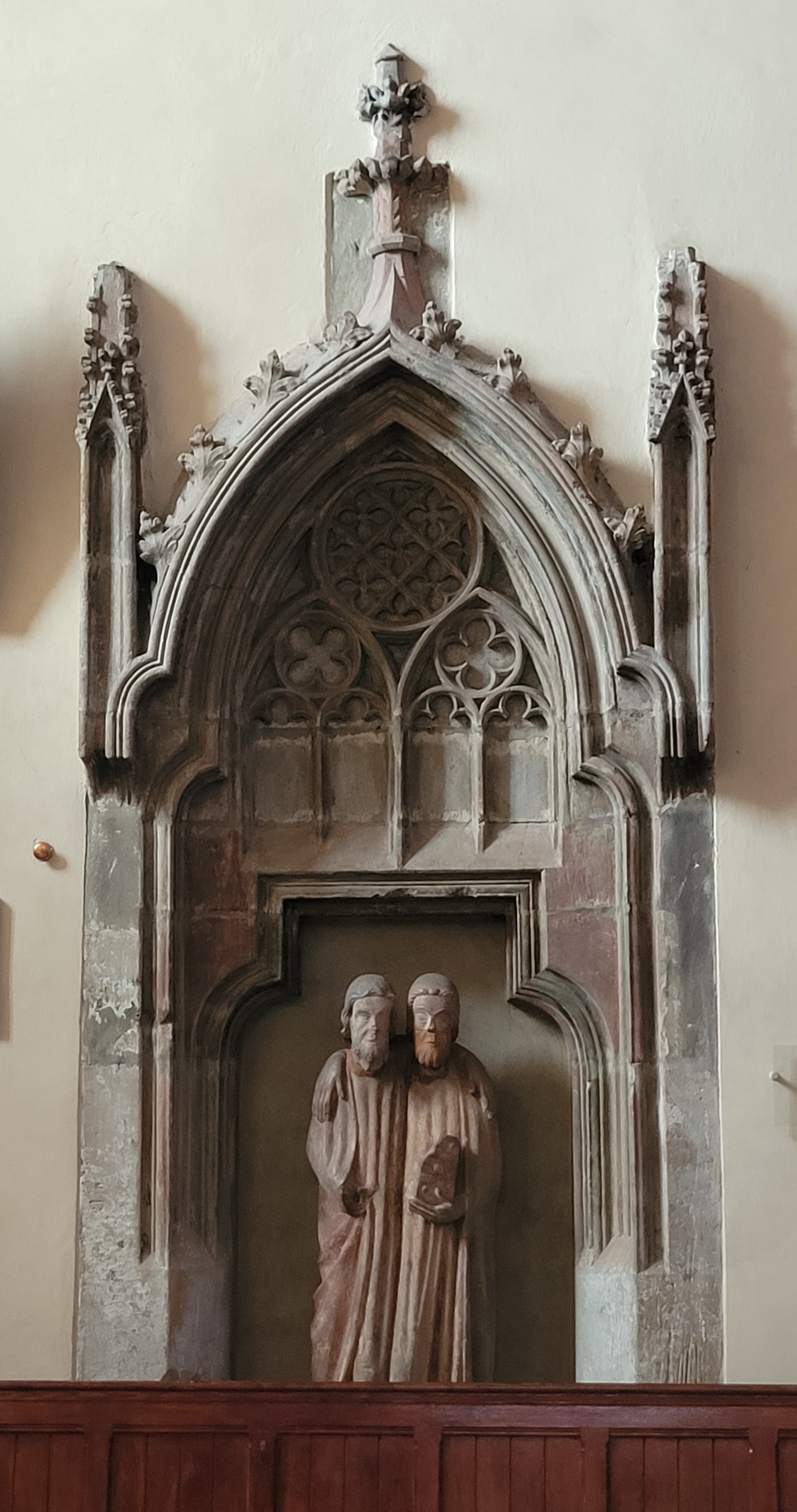
Rzeźba ŚŚ. Piotra i Pawła z XIII wieku
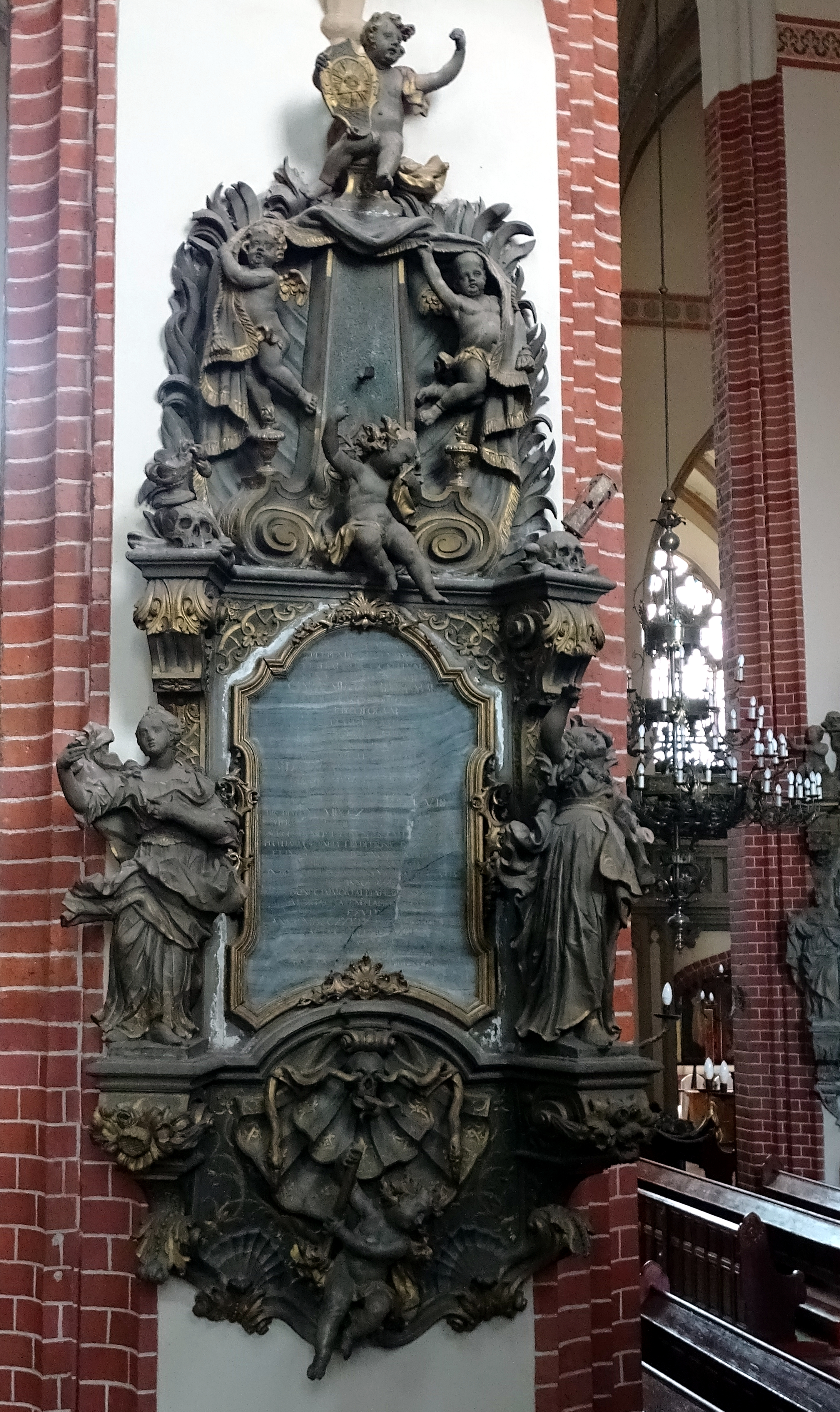
Epitafium
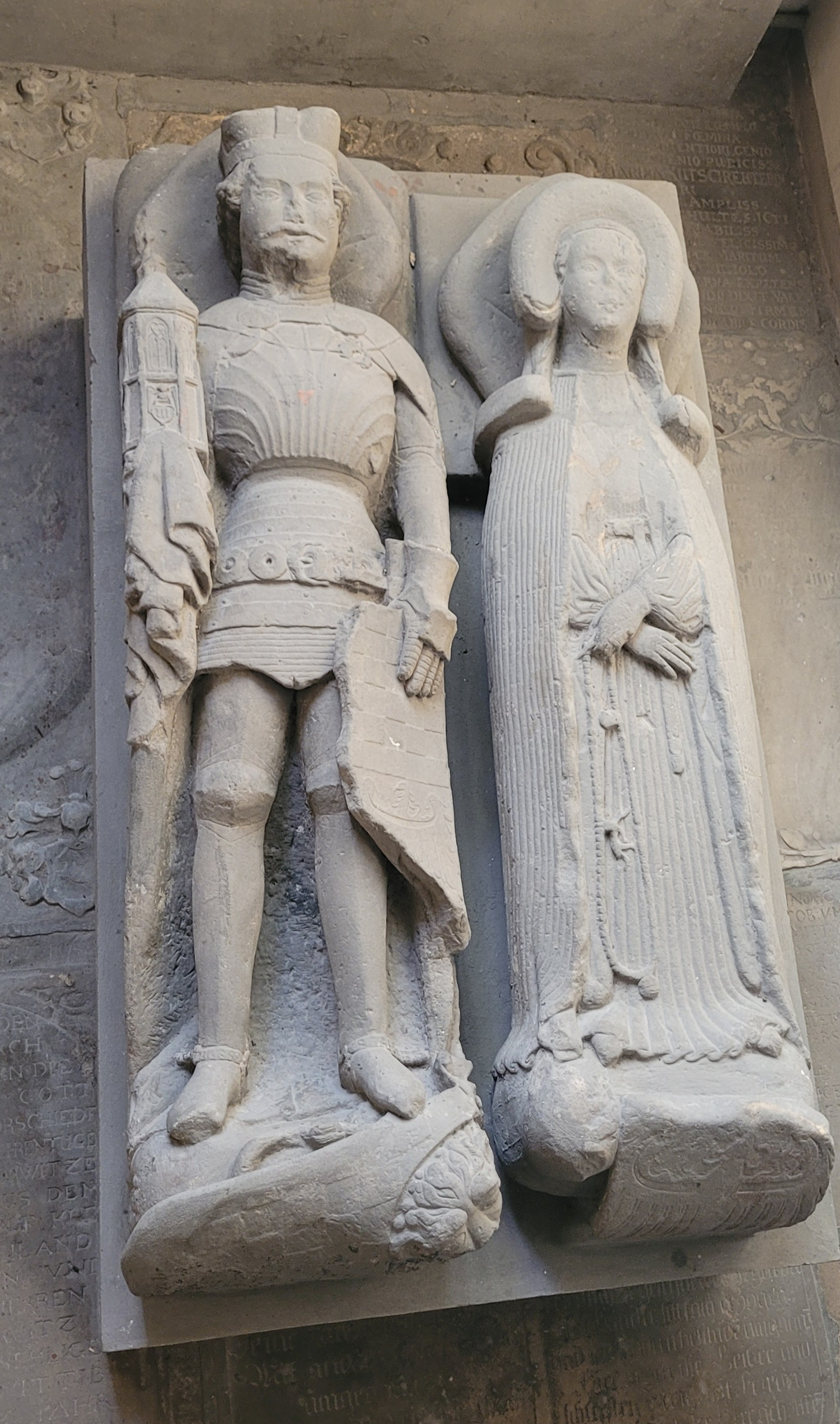
Nagrobek księcia piastowskiego z żoną
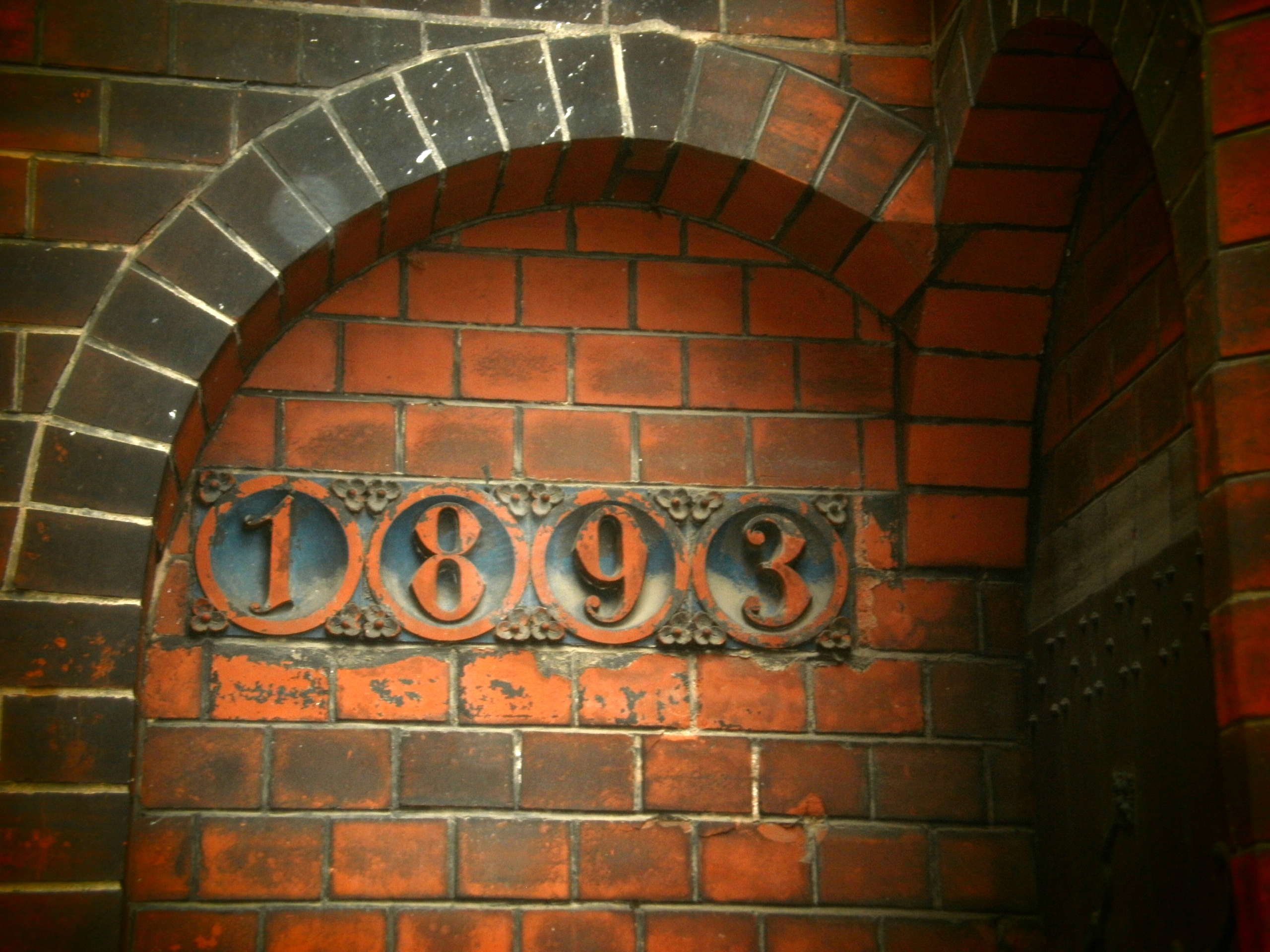
Dekoracja z datą przebudowy
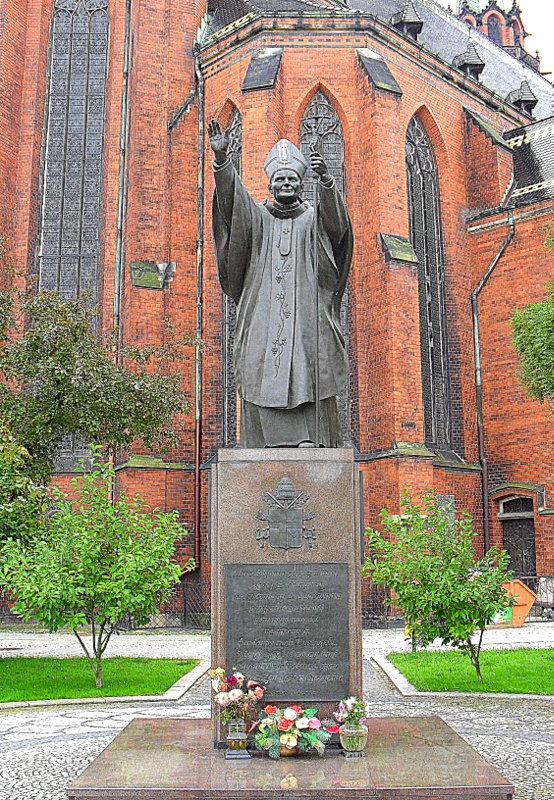
Pomnik Papieża Jana Pawła II
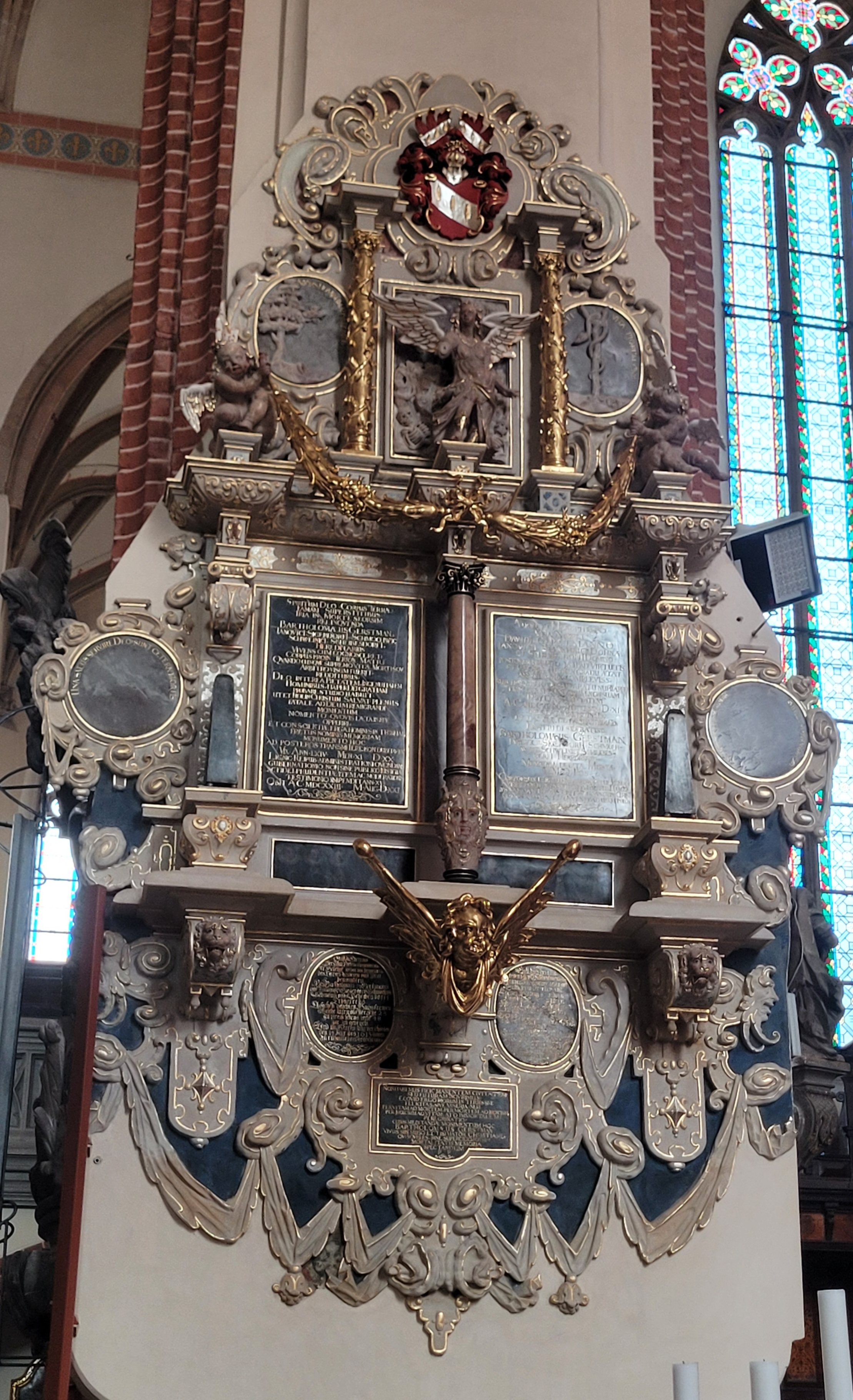
Epitafium
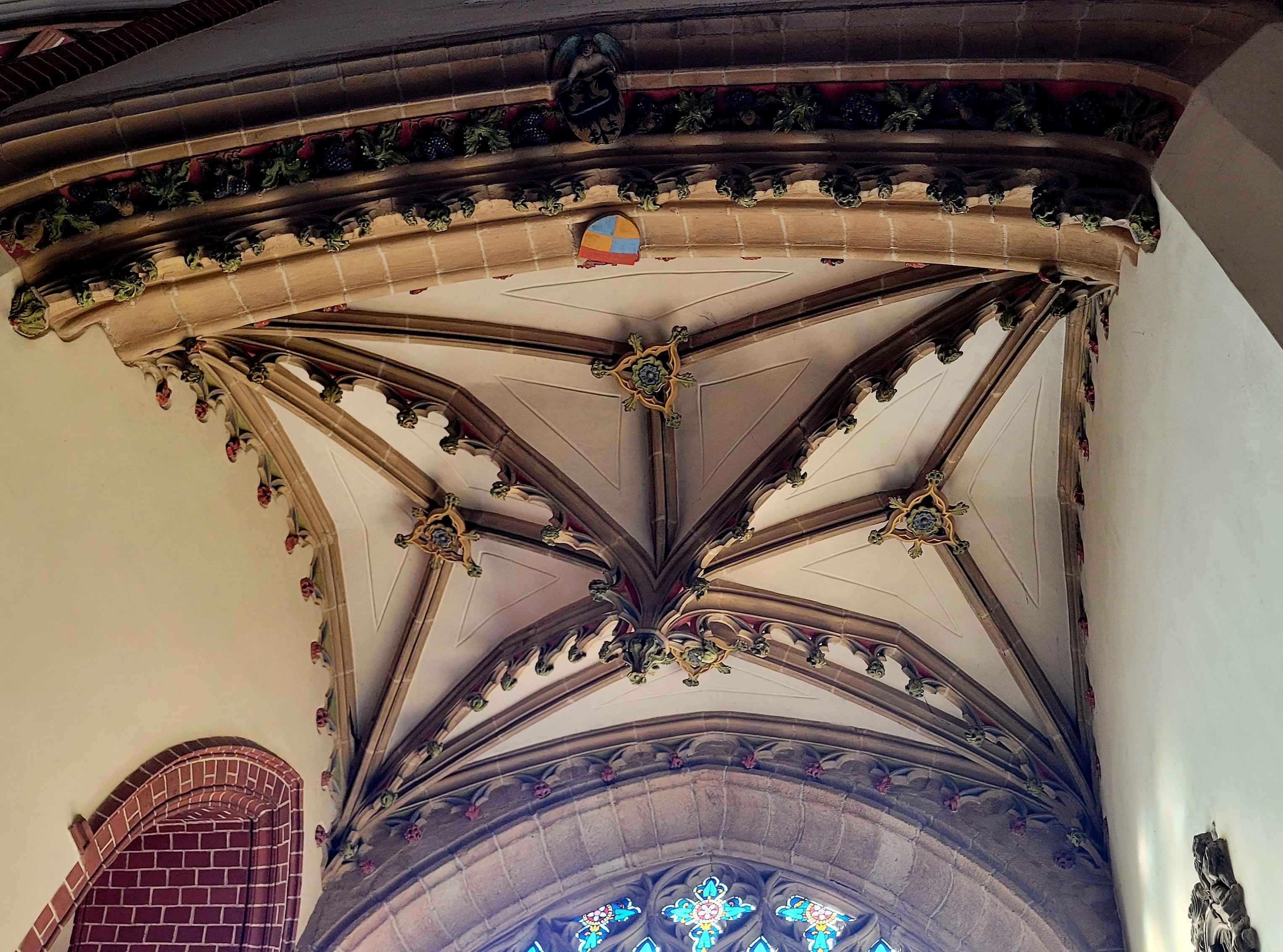
Gotyckie sklepienie
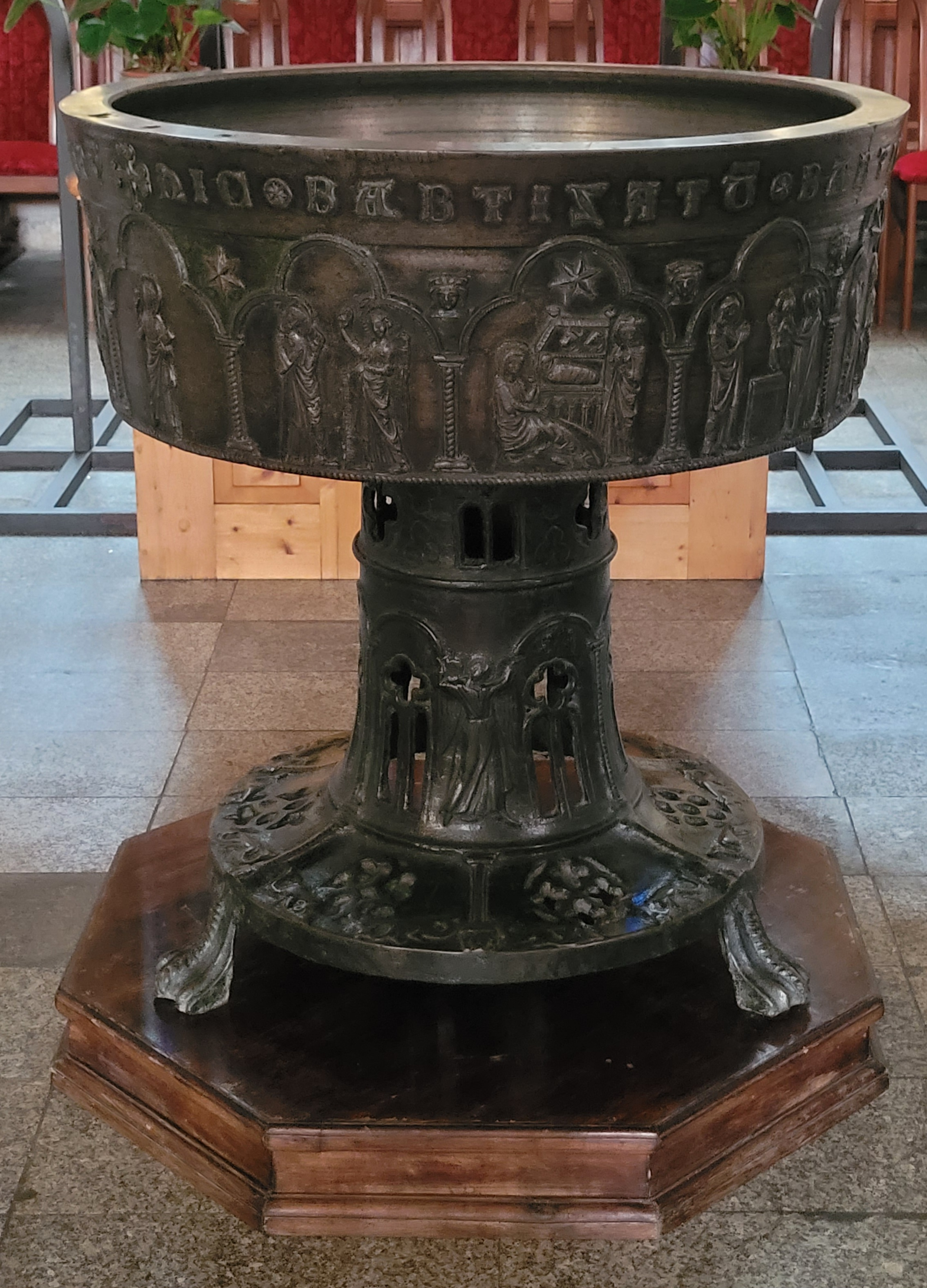
Romańska chrzcielnica
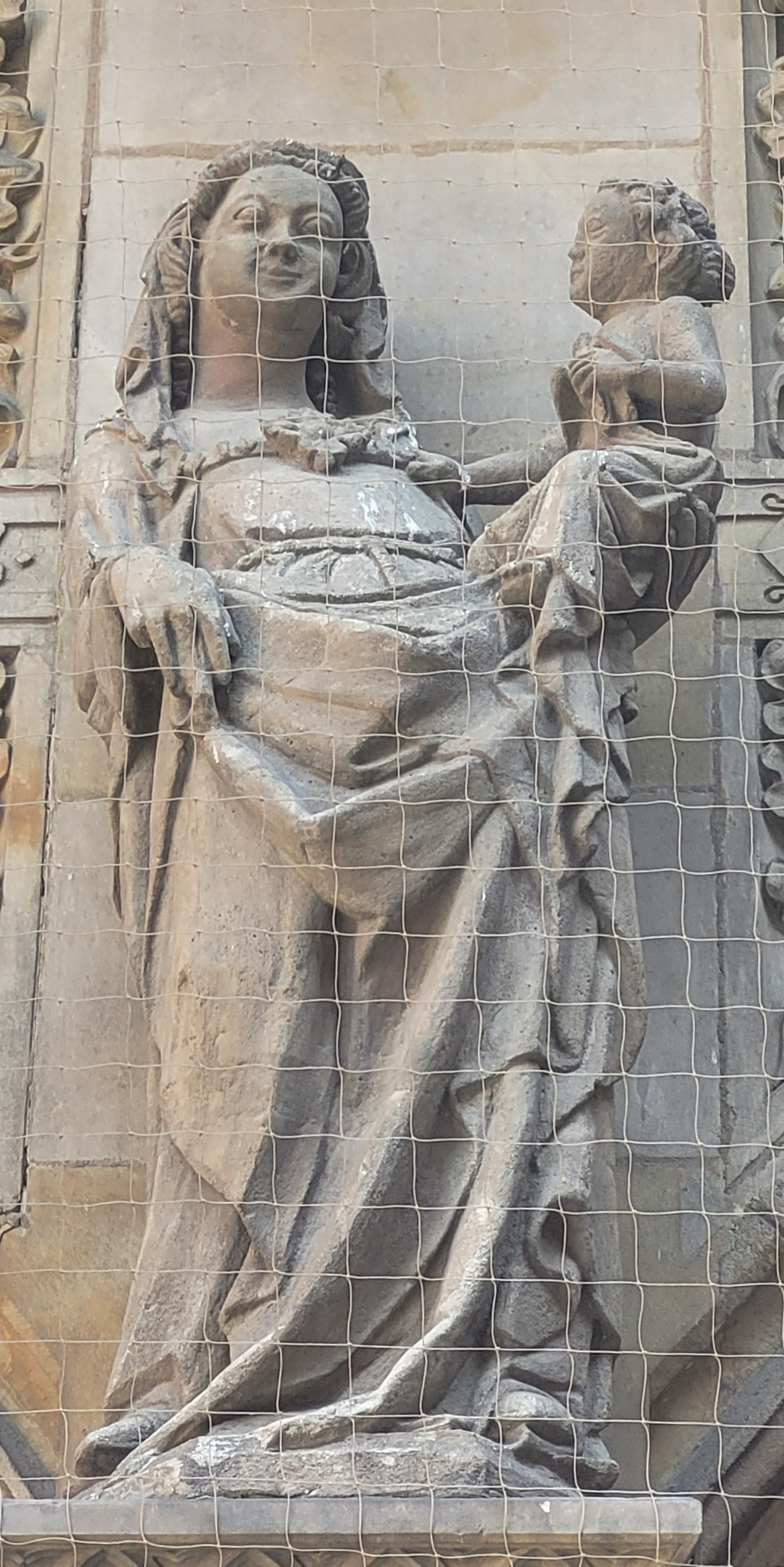
Rzeźba Matki Boskiej z XIII wieku